# 藤山雷太
藤山雷太，（日语：／，1863年9月13日—1938年12月19日），日本佐賀縣人，實業家、政治人物，正五位勳三等:153。先後畢業於長崎師範學校、慶應義塾（慶應大學前身）。畢業後從政，歷任長崎縣議員、長崎縣議長，辭職後轉往實業界發展，擔任多家企業的幹部，並曾參與設立朝鮮產業鐵道株式會社。
1909年日糖事件爆發後，藤山受到澀澤榮一之推薦，接任大日本製糖株式會社社長。任內大規模改革會社，並在臺灣虎尾建立「大日本製糖株式會社臺灣第二工場」使虎尾經濟加速發展。同時，大日本製糖也陸續裁併朝鮮製糖株式會社、内外製糖株式會社、東洋精糖株式會社等公司，藉此擴大會社規模，並在臺灣發展糖業、紙漿業等事業，進而建立「藤山財閥」。
1919年獲授藍綬褒章，1923年獲授紺綬褒章。1924年獲授勳四等瑞寶章、法國榮譽軍團騎士勳章，並獲安南（今越南）國王頒贈勳章，1926年獲贈勳三等瑞寶章，1929年獲贈紺綬褒章。

## 生平

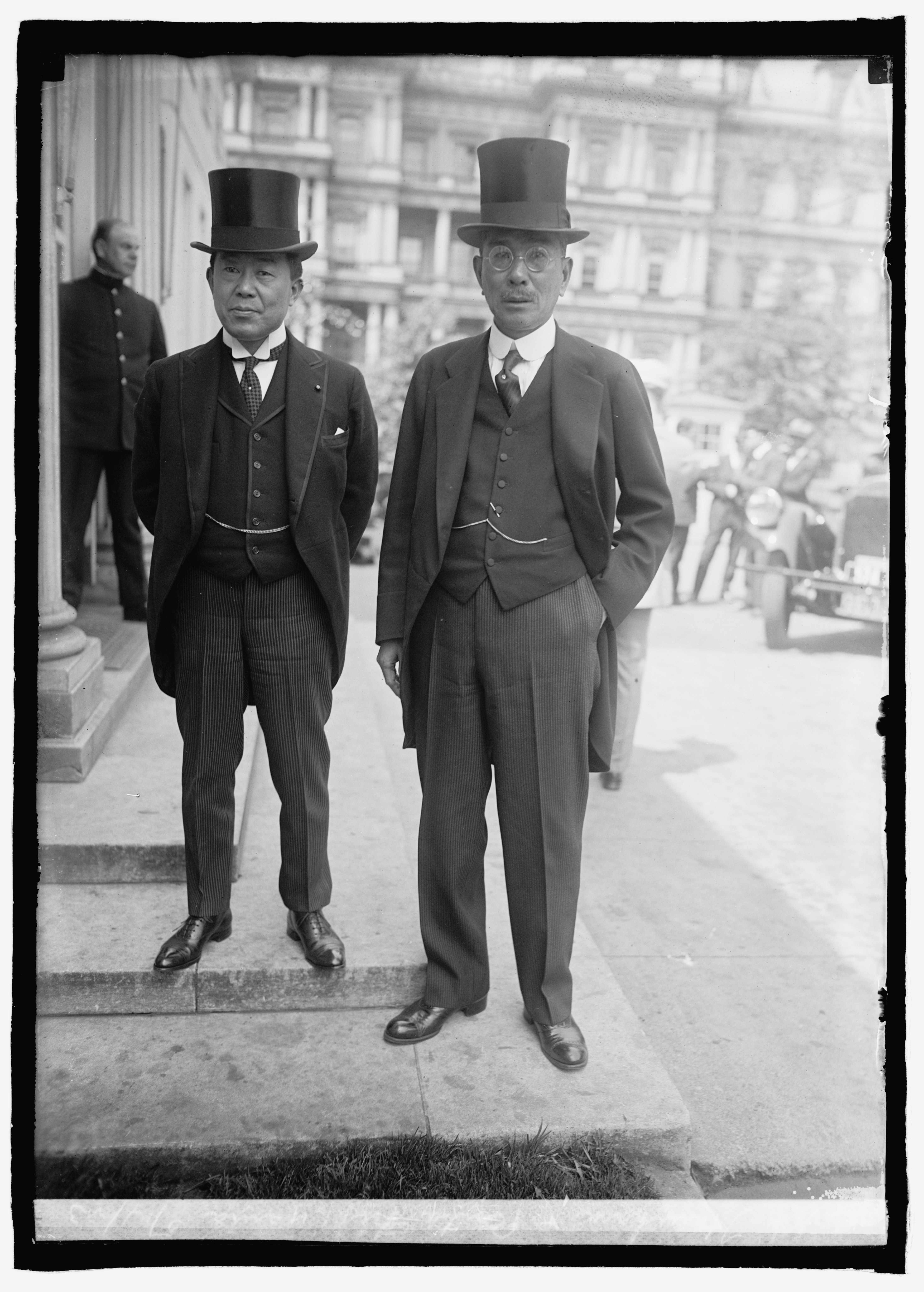
外交官埴原正直與藤山雷太，1923年於法國

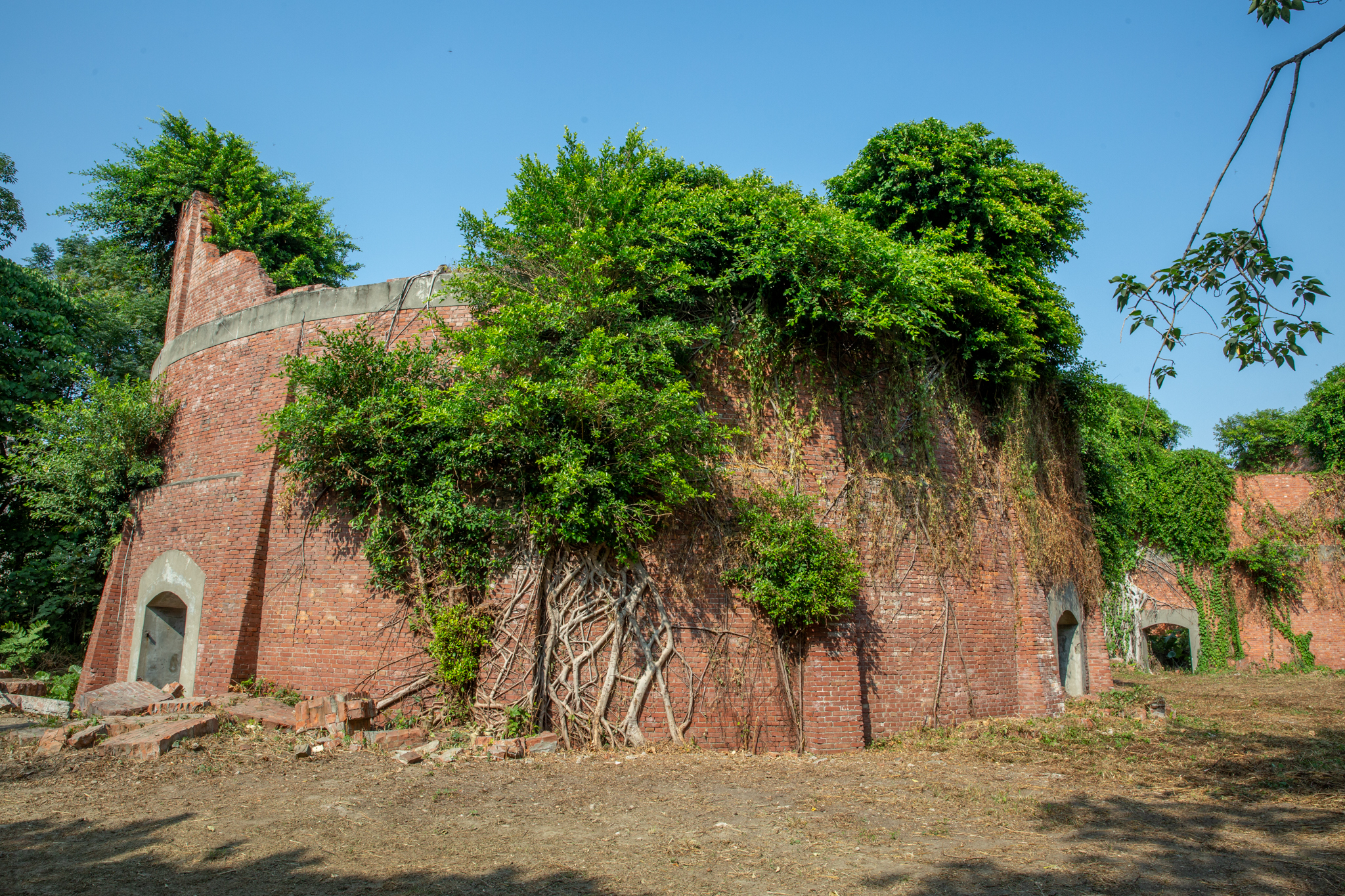
虎尾糖廠酒精槽，今列雲林縣歷史建築

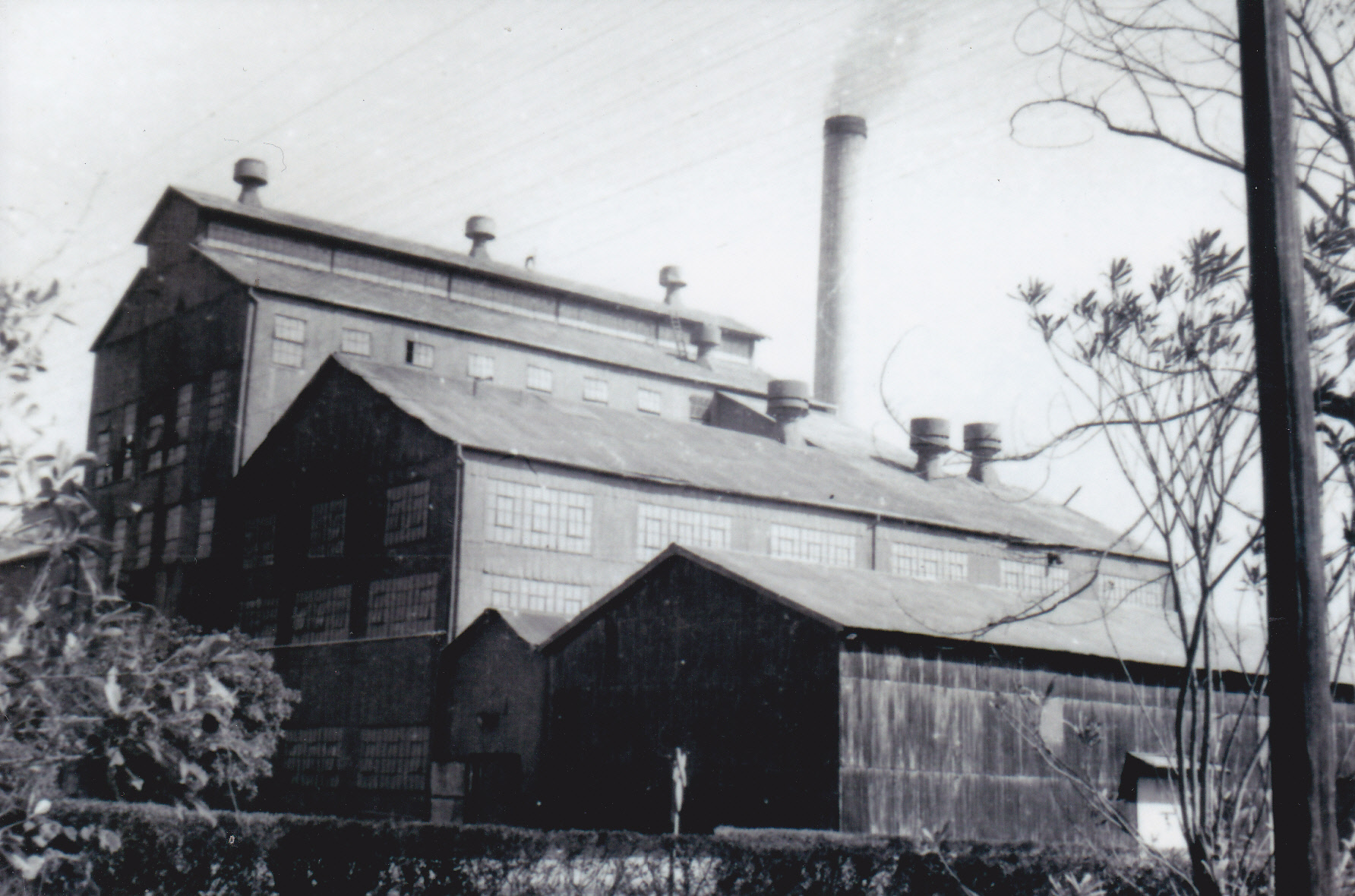
龍巖製糖所

藤山雷太在文久三年（1863年）和曆八月一日:242出生於肥前國松浦郡有田鄉:789大里村:31（今佐賀縣伊萬里市二里町大里），為大庄屋:152、佐賀藩士藤山覺左衛門的三男:242。因藤山出生當天為神之原八幡神社祭日:32，但在祭典進行到一半時，忽然風雨交加、雷電大作:790，閃電擊中藤山家庭院的一棵大樹，故取名為「雷太」。其在年少時入讀當地私塾弘道館研讀漢學，師從佐賀藩宿儒草場船山:33，之後進入東本願寺的學問所，被推選為「秀才」:791，1871年隨船山赴京都求學，本願寺每個月補助其一元的學費，家鄉也資助他五十錢，作為學費使用:791。因其勤奮苦讀，身體開始出現問題，飽受脊髓病困擾:792。1878年，入讀長崎師範學校:793，為該校第一屆畢業生:15-16。畢業後，先後於早岐小學校、長崎師範學校附屬小學校、長崎師範學校等校任教。20歲時，入贅伊吹家:243。之後，他花費四年時間儲蓄，進入慶應義塾（慶應大學前身）正科就讀，並時常於校內演講，宣揚自由民權思想:793。1887年畢業後:244，他開始往政治界發展，同年擔任長崎縣議員，1888年升任縣議長，任內創立 《日刊新聞》（西海日報前身）:245，並擔任社長:16。深受縣民愛戴，曾收到過五萬圓的感謝金:794。但工作繁忙，無心照顧家庭，因此招來親戚之間的批評，最終離婚:245，恢復藤山姓氏。而後，藤山意欲參加第一屆帝國議會選舉，但因年齡尚不足參選資格，所以無法參選:795。
因藤山曾在慶應義塾學習到「經濟為建國之本」的道理，遂退出政界，轉往實業界發展:795。進入實業界後，藤山先在三井銀行工作，被中上川彥次郎任命為抵當課長。1893年，任芝浦鐵工所所長:248，並與江川常之助的二女結婚。任內，將「芝浦鐵工廠」改名為「芝浦製作所」，並對芝浦製作所進行大規模的改革:795。之後，藤山獲得澀澤榮一的賞識，轉任王子製紙株式會社專務取締役，並對會社進行改革，然因手段強硬，造成不少員工抗議:249。卸下專務取締役一職後，藤山進入「信淵上遠野製紙會社」擔任社長，與其部下大川平三郎、藤原銀次郎、鈴木梅四郎、槙哲一同改革會社，但以失敗收場:249-250。1896年，擔任東京印刷株式會社取締役，隔年擔任東京商業會議所議員。1901年，任東京商業會議所常議員，1902年擔任駿豆電氣株式會社相談役。1903年，東京市街鐵道株式會社成立，藤山擔任專務取締役一職，但因鐵道資金問題，和社長雨宮敬次郎爆發爭執，遂憤而退出該社:250。
1909年日糖事件爆發後，藤山雷太受到澀澤榮一之推薦:23，接任瀕臨破產的大日本製糖株式會社社長:132，任內大規模的改革會社。因會社在日糖事件中欠下大筆債務，於是其一方面「將通常債務，攤作十箇年還之，利率六分。又鈴木商店，擬自來年十二月，著手給與三百五十萬圓之社債，利息定七分。」另一方面罷免製糖會社的會計主任遠藤省三、庶務主任池內聰一郎、主事宮本政次郎等人:132。而「工場長」一職原先下轄總務、工務、農務三係，藤山將之更改為技師長澤全雄負責處理工務兼任工場長，主事岡村左右松負責處理庶務，並將三係變更為庶務、農務二係，同時派遣親信金平豐太郎、岡村左右松分別擔任臺灣工場總監以及臺灣工場主事:132。同時，藤山為了掌控臺灣工場的狀況，派遣幾任重要幹部巡察，其中以金平豐太郎、高山長幸、伊澤良立三人的巡察次數最多，高山與伊澤還被譽為「藤山兩翼」:133。
當時，製糖會社在臺灣僅有一家工場，而在會社甘蔗採收區域內的嘉義廳水堀頭被迫割讓予東洋製糖會社，北港的採收區域也歸北港製糖株式會社所有:77。藤山認為，若製糖會社袖手旁觀，恐怕會讓甘蔗採收區域受到其他會社侵略，因此著手興建「臺灣第二工場」:77，1910年動工興建:29，1911年11月竣工:66，1912年開始運作:77。1927年12月，東洋製糖株式會社被大日本製糖株式會社合併，臺灣工場改名為「臺灣支社」，工場設在雲林虎尾:65-66，臺灣支社下轄「虎尾製糖所」，第一工場改稱「虎尾製糖所第一工場」:230，第二工場改稱「虎尾製糖所第二工場」:52。虎尾製糖所在1946年5月1日遭國民政府接管:23，成為虎尾糖廠，第二工場則在1961年撤廢:66。
第一次世界大戰結束後，藤山曾到北海道、朝鮮、滿州國考察甜菜糖市場:37，並在朝鮮經營甜菜糖生意，又奉朝鮮總督寺內壽一之命:86，於1917年:18512月:89創立「朝鮮製糖株式會社」:86。但受到該地地理與氣候的影響，再加上歐洲戰後的工業恢復迅速:37，因此製作甜菜糖的生意宣告失敗，朝鮮製糖株式會社也在1919年:107被大日本製糖株式會社合併:86，稱為「大日本製糖株式會社朝鮮工場」:107。在此之後，藤山的事業開始轉向臺灣粗糖市場發展:139。藤山在臺灣發展糖業、紙漿業等事業，進而以大日本製糖株式會社為中心，建立「藤山財閥」。
1926年，開始興建以糖蜜作為原料的虎尾酒精工場:69，此工場生產的酒精占當時臺灣蔗糖酒精總產量的六分之一:38，可說是「全東亞第一大的酒精工場」:139。目前在工場遺址中仍有兩座使用紅磚砌成的酒精槽:38，今列雲林縣歷史建築。
1935年4月，受到世界金融風暴影響:142，新高製糖株式會社被大日本製糖株式會社合併:81。合併後，藤山欲在臺灣南部增設一間工場，因此將原來的「新高製糖株式會社彰化第二工場」遷建到龍巖地區，稱作「龍巖製糖所」:81。
除了擴建工場外，藤山也與臺灣總督府鐵道部協商，計畫於他里霧（今雲林縣斗南鎮）和五間厝（今雲林縣虎尾鎮）之間興建一條鐵路，以便讓粗糖運送至日本。此鐵路於1910年1月31通車:110。
改革完畢後，藤山獲贈二十萬圓的慰勞金:258-259。1934年4月27日，藤山卸任社長一職，轉任顧問:7，由其子藤山愛一郎接任社長:139。
1915年，藤山著手建立「藤山工業圖書館」，向公眾傳播工業知識。圖書館擇址於東京都芝區白金台藤山雷太自宅:259，1921年4月24日舉行上棟式，1923年9月1日，圖書館即將落成期間，正逢關東大地震爆發，圖書館遭震毀，藤山旋即重建，最終於1930年9月開館。
1919年2月3日，創立株式會社集成社，經營保險事業。1923年8月30日，任貴族院議員，並在1911年擔任東京株式取引所株式會社理事，1917年和1925年二度擔任東京商業會議所會頭:153，1927年7月擔任新高製糖株式會社社長:45。1923年，以日本國內委員會代表理事的身分出席在法國舉行的國際商業會議所理事會:153。
1912年，赴莫斯科、聖彼得堡、芬蘭、斯德哥爾摩、奧斯陸、哥本哈根、漢堡、倫敦、曼徹斯特、比利時、匈牙利、義大利、瑞士、巴黎、美國等地視察，同年12月2日回國。1923年9月，再度前往歐美視察。藤山後預定前往南洋，但正逢關東大地震爆發，因此急遽歸國。1925年7月6日:142，再度前往南洋，在海峽殖民地、馬來聯邦、荷屬東印度等地考察，同行者有藤山愛一郎、金行二郎、小倉和市、衣斐三郎、塚本大作、千本信次、小笠原貢橘、田路市郎:143等人。1915年和1929年二度赴中華民國和朝鮮旅行，先後訪問慶州、金剛山、佛國寺、黃海道、海州、釜山、平壤、京城、奉天、青島、上海、天津、北京、濟南、漢口、武昌、南京、湖北、河南、甘肅、陝西、四川、貴州、雲南、湖南、江西、中山陵、南滿州等地，並視察當地的砂糖集散地，前往始政五年紀念朝鮮物產共進會、朝鮮博覽會的會場參觀，拜訪袁世凱、張羣、張作霖、張學良等人。1934年，赴滿洲國、朝鮮視察:8，並將旅途中的所見所聞寫成《滿鮮遊記》一書:3。

### 臺灣行

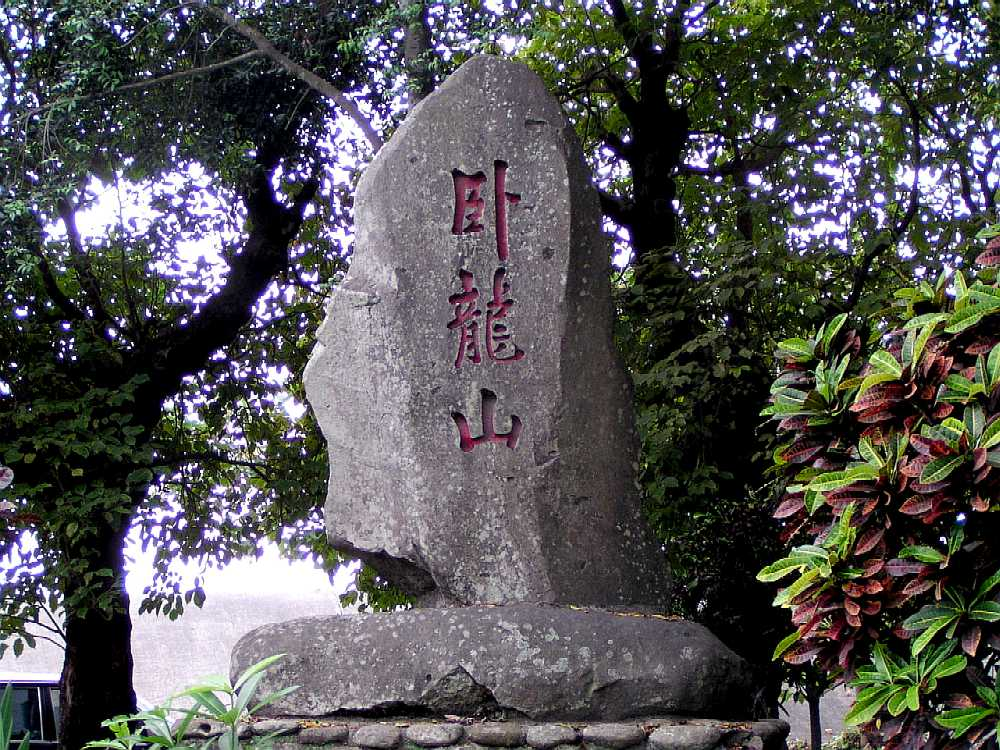
臥龍山石碑，由藤山雷太所題，現存放於虎尾鎮同心公園內

1935年秋天，藤山著手前往臺灣旅行。10月1日，藤山從東京出發，10月11日搭船前往臺灣，13日抵達基隆，隨即乘車前往臺北。抵達臺北後，前往臺灣神社、建功神社參拜，參拜結束後，前往總督官邸（即臺北賓館）與臺灣總督中川健藏會面，後前往臺灣博覽會會場參觀:8-53。
10月16日，藤山搭乘火車自臺北前往雲林虎尾。10月18日，赴龍巖製糖所視察:57-81。在製糖所工場前方有一座小丘陵，原稱作「大坪崙」，但大坪崙之名不符合日人說寫習慣:142，此丘陵又恰似長蛇般蜿蜒匍匐，因此藤山將其命名為「臥龍山」，並在山上題字。10月20日，藤山經由北港前往關子嶺旅遊。10月22日，抵臺南車站，之後前往臺南各地觀光。23日傍晚抵達高雄，25日前往屏東，之後北上，於10月26日回到虎尾。10月28日前往西螺，後前往莿桐巷（今雲林縣莿桐鄉）參觀〈北白川宮殿下駐泊紀念碑〉，參觀完畢後，返回西螺。10月29日啟程離開虎尾，抵達臺中。10月30日，到大肚山視察烏日製糖所、彰化製糖所的甘蔗採集區域，後又赴毘盧禪寺參觀，之後返回臺北:81-145。
11月3日，藤山啟程返回日本。翌日前往京都遊玩，11月5日搭乘火車回到東京:149-154。

### 逝世
- 藤山雷太銅像
- 由藤山愛一郎所捐建的藤山記念館[34]

1938年12月19日，藤山逝世。貴族院議員不當廉賣審查委員會、都市計畫東京地方委員會、國立公園委員會均發表弔詞，法名高嶽院殿紀譽權道雨田大居士。死後葬於多磨靈園，墓外建有藤山雷太的胸像，並在附近建立「藤山雷太翁顕彰碑」，神之原八幡神社內也立有其雕像。

## 故居
藤山雷太的故居共有二棟，一棟叫「神山莊」，約建造於1935年，位於神奈川縣箱根町；另一棟原位於東京都港區白金台，於1932年7月建造，由武田五一所設計，為「和洋折衷建築」。1970年代，該宅邸遭轉讓，之後名古屋市的瑞雲山龍興寺買下此屋，此屋也在1978年搬遷至名古屋市，隔年獲指定為有形文化財。神山莊則在1945年被世界救世教的創始人岡田茂吉以16萬日圓的價格買下:66，並以箱根山的最高峰「神山」為名，取名為「神山莊」。2001年獲指定為有形文化財。

## 著作
- . 1916. NCID BA67103433.

- . 日本評論社. 1927-07-15. NCID BN12285617.

- . 南洋協會. 1929. NCID BN12287226.

- . 千倉書房（日语：千倉書房）. 1930. NCID BN11909772.

- . 千倉書房（日语：千倉書房）. 1935. NCID BN13468587.

- . 千倉書房（日语：千倉書房）. 1936-03-20. NCID BN1446979X.

- . 中央公論社. 1938-05. NCID BA34034211.

- . 藤山工業圖書館. 1938. NCID BA82887215.

## 外部連結
- 藤山雷太 近代日本人物群像 （页面存档备份，存于）
- 北村西望 藤山雷太氏像 （页面存档备份，存于）
- 柳敬助 藤山雷太氏像 （页面存档备份，存于）
- 藤山雷太別莊 （页面存档备份，存于）
- 藤山雷太宅邸内的「天堂出租屋」 （页面存档备份，存于）